# Krümel (Sängerin)
Krümel, eigentlich Marion Pfaff (* 17. Oktober 1972 als Marion Kelbel) ist eine deutsche Partyschlagersängerin, Reality-TV-Teilnehmerin und Gastronomin.

## Werdegang
Ihren Künstlernamen Krümel wählte Marion Pfaff nach ihrem vom Vater verwendeten Kosenamen aus ihrer Kindheit. Zusammen mit ihrem damaligen Ehemann Ludger nahm sie 2005 an der sechsten Staffel von Big Brother teil. Anschließend machte der Schlagersänger Tim Toupet, der auch an der Big Brother-Staffel teilgenommen hatte, sie mit seinem Manager bekannt. Es folgten regelmäßige Auftritte im Bierkönig auf Mallorca, wo sie 11 Jahre lang auftrat.

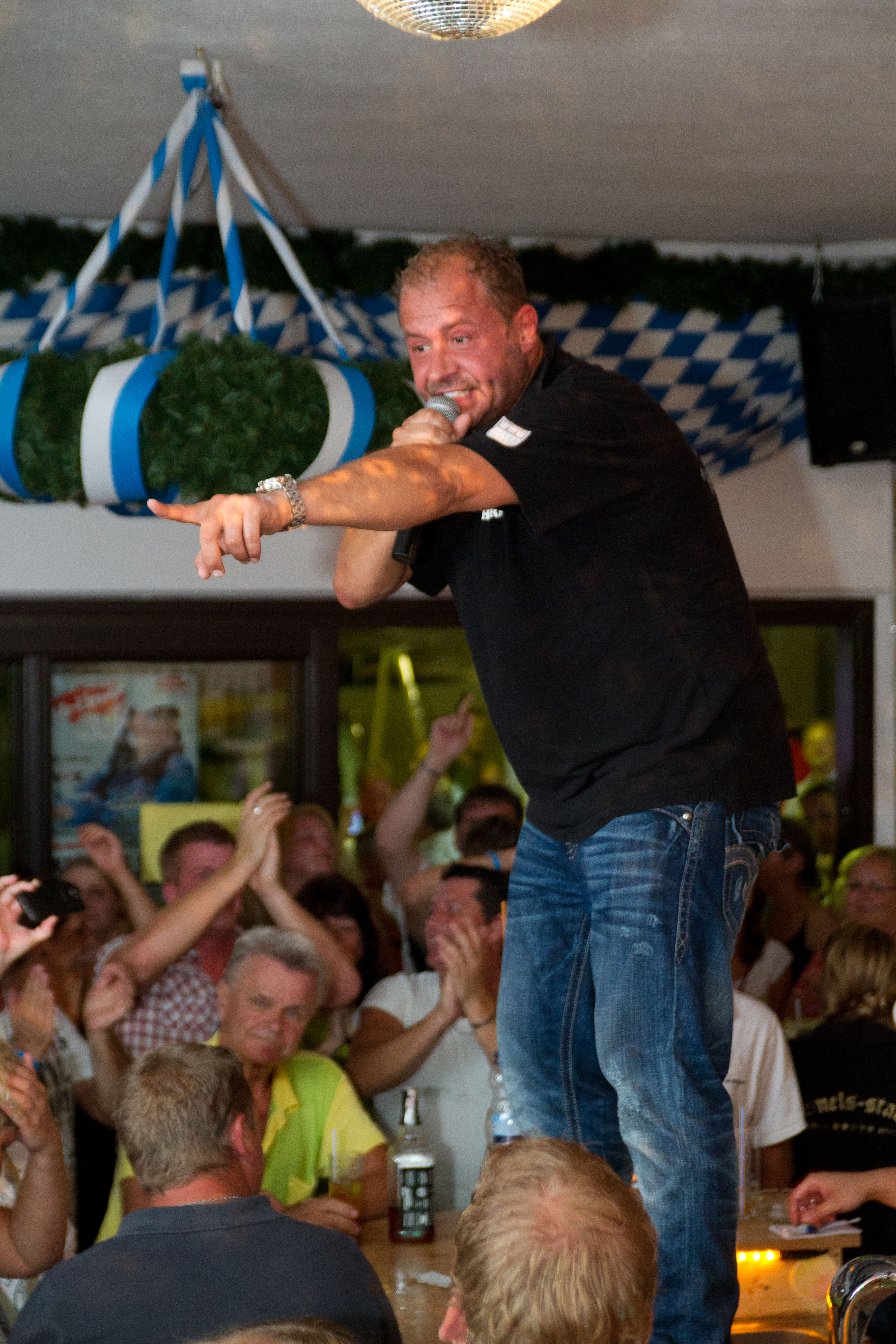
Willi Herren in Krümels Stadl (2011)

Zusammen mit ihrem Sohn und ihrem Partner Daniel Pfaff, mit dem sie seit 2009 liiert ist, zog sie 2011 von Stuttgart nach Mallorca, wo sie ihr eigenes Lokal Krümels Stadl in Paguera eröffnete. Die Auswanderung und die Lokaleröffnung wurden von der VOX-Doku Goodbye Deutschland! Die Auswanderer begleitet. Im Krümels Stadl treten neben Krümel, die zwei Mal die Woche auftritt, regelmäßig auf Mallorca etablierte Partyschlagersänger wie Willi Herren († 2021) und bekannte TV-Gesichter wie Schäfer Heinrich, Jens Büchner († 2018), Micaela Schäfer und Menderes Bağcı auf.
2013 wurde ihre Hochzeit in einer Spezial-Sendung von Goodbye Deutschland thematisiert. 2015 nahm sie als Kandidatin an Shopping Queen teil. Im Februar 2016 war sie als Kandidatin bei Deutschland sucht den Superstar zu sehen. Ebenfalls im Februar 2016 gewann sie das Mallorca-Special von Das perfekte Promi Dinner und spendete ihren Gewinn von 5.000 Euro an ein Tierheim. In der RTL-Sendung Raus aus den Schulden verhalf sie Nadja Abd el Farrag zu regelmäßigen Auftritten in ihrem Stadl und nahm mit ihr die Single Knietief im Dispo auf. 2020 nahm sie an der RTL-II-Show Kampf der Realitystars – Schiffbruch am Traumstrand teil und schaffte es bis ins Halbfinale.
Im August 2022 berichtete sie über Sexismus in der Musik-Szene auf Mallorca.

## TV-Auftritte
- 2005: Big Brother (6. Staffel, 62 Tage)
- seit 2011: Goodbye Deutschland! Die Auswanderer
- 2015: Shopping Queen
- 2016: Deutschland sucht den Superstar (13. Staffel; Auftritt bei den Castings)
- 2016: Das perfekte Promi-Dinner
- 2020: Kampf der Realitystars – Schiffbruch am Traumstrand

## Diskografie

### Singles
- 2009: Ich bin gut drauf (Der Mallorca Hit aus dem Bierkönig) – Krümel & DJ Düse
- 2009: Es könnte gar nicht schöner sein
- 2010: Es könnte gar nicht schöner sein (WM 2010 Version)
- 2011: Hallelujah
- 2012: Ich geh’ mit meiner Laterne
- 2013: Blau blüht der Enzian
- 2013: Stärker
- 2013: Hinter den Bergen – Mallorca Cowboys & Krümel
- 2014: Tausend Träume ohne Namen
- 2015: Goodbye Deutschland
- 2015: Himmel und Hölle Gefühl
- 2015: The Boxer
- 2016: Wie eine Riesenwelle
- 2016: Knietief im Dispo – Naddel & Krümel
- 2017: Diese eine große Liebe
- 2017: Auf Freunde
- 2017: Loco Loco
- 2018: Mein Herz ist auf Mallorca zuhause
- 2019: Ich kann nicht treu sein

### Samplerbeiträge
- 2008: Zieh Dich aus wir müssen reden (auf LUDER-Hits)
- 2008: Mädchen Mädchen  (auf Malle-Hits 2008)
- 2009: Nur die Harten kommen in den Garten (auf Xtreme Spring Break (Vol.1)
- 2009: Oh Wann Kommst Du (auf Achtung Heiss – Après-Ski-Party 2009)
- 2013: Laternensong (auf Ballermann Hits)
- 2014: Tulpen aus Amsterdam (auf Xtreme Silvesterkracher 2015)

### Sampler
- 2017: Krümels Stadl Partyhits